# A Brand You Can Trust
A Brand You Can Trust – pierwszy album amerykańskiej grupy hip-hopowej La Coka Nostra wydany 14 lipca 2009 przez Suburban Noize Records i Uncle Howie Records. Album pierwotnie miał zostać wydany 11 września 2007 wraz z solówką Ill Billa "The Hour of Reprisal", Opóźnienie było spowodowane głównie wydaniem solowych płyt przez Everlasta i Ill Billa.
Zlepianie albumu zajęło ponad 3 lata, ze względu na solowe projekty Everlasta, Slaine'a i Ill Billa. Pod koniec 2008 roku grupa z pomocą byłego DJ Non Phixion DJ Eclipse'a i członków Cypress Hill Sen Doga i DJ Muggs grupa podpisała kontrakt z West Coast Punk / Hip Hop Label Suburban Noize Records. Album został nagrany i zmiksowany w studio DJ-a Letala oraz w Soul Assassins Studio w Los Angeles z dodatkowym mixem zrobionym w domowym studio Ill Billa na Brooklynie zwanym Cult Leader Media.

## Lista utworów
| #  | Tytuł                                                       | Producent              | Wykonawca |
| -- | ----------------------------------------------------------- | ---------------------- | --- |
| 1  | "Bloody Sunday" (feat. Big Left & Sen Dog)                  | DJ Lethal              | - Pierwsza zwrotka: Everlast - Druga zwrotka: Ill Bill - Trzecia zwrotka: Big Left - Czwarta zwrotka: Slaine - Refren: Sen Dog             |
| 2  | "Get You By"                                                | DJ Lethal              | - Intro/Pierwsza zwrotka: Slaine - Druga zwrotka: Everlast, Danny Boy - Trzecia zwrotka: Ill Bill                                          |
| 3  | "Bang Bang" (feat. Snoop Dogg)                              | DJ Lethal              | - Pierwsza zwrotka: Ill Bill - Druga zwrotka: Everlast - Trzecia zwrotka: Slaine - Refren: Snoop Dogg                                      |
| 4  | "The Stain"                                                 | Everlast               | - Pierwsza zwrotka: Ill Bill - Druga zwrotka: Slaine - Refren: Everlast                                                                    |
| 5  | "I'm an American" (feat. B-Real)                            | Sicknature + DJ Lethal | - Pierwsza zwrotka: Slaine, Ill Bill - Druga zwrotka: Everlast, B-Real                                                                     |
| 6  | "Brujeria" (feat. Sick Jacken)                              | DJ Lethal              | - Intro/Outro: Slaine - Zwrotki: Slaine, Ill Bill, Everlast - Refren: Sick Jacken                                                          |
| 7  | "Once Upon A Time"                                          | DJ Lethal              | - Pierwsza zwrotka: Everlast - Druga zwrotka: Ill Bill - Trzecia zwrotka i Refren: Slaine                                                  |
| 8  | "Cousin of Death"                                           | Ill Bill + DJ Lethal   | - Pierwsza zwrotka: Slaine - Druga zwrotka: Ill Bill - Refren: Everlast                                                                    |
| 9  | "Choose Your Side" (feat. Bun B)                            | The Alchemist          | - Pierwsza zwrotka: Bun B - Druga zwrotka: Everlast - Trzecia zwrotka: Ill Bill - Refren: Bun B, Everlast                                  |
| 10 | "Hardcore Chemical"                                         | DJ Lethal              | - Pierwsza zwrotka: Ill Bill - Druga zwrotka: Everlast, Danny Boy - Trzecia zwrotka: Slaine - Refren: Everlast                             |
| 11 | "Soldier’s Story" (feat. Sick Jacken)                       | DJ Lethal              | - Pierwsza zwrotka: Ill Bill - Druga zwrotka: Sick Jacken - Trzecia zwrotka: Slaine - Refren: Everlast                                     |
| 12 | "Gun In Your Mouth"                                         | Cynic                  | - Intro/Pierwsza zwrotka: Slaine - Druga zwrotka: Everlast - Trzecia zwrotka/Refren: Ill Bill                                              |
| 13 | "Nuclear Medicinemen" (feat. Immortal Technique & Q-Unique) | Q-Unique               | - Pierwsza zwrotka: Slaine - Druga zwrotka: Everlast - Trzecia zwrotka: Immortal Technique - Czwartka zwrotka: Q-Unique - Refren: Ill Bill |
| 14 | "That's Coke"                                               | DJ Lethal              | - Zwrotki: Everlast, Slaine & Ill Bill - Refren: Danny Boy                                                                                 |
| 15 | "Fuck Tony Montana" (feat. Sick Jacken & B-Real)            | DJ Lethal              | - Pierwsza zwrotka: Ill Bill - Druga zwrotka: Everlast - Trzecia zwrotka: Sick Jacken - Czwarta zwrotka: B-Real - Piąta zwrotka: Slaine    |

## Osoby pracujące nad albumem
La Coka Nostra
- Everlast  - wykonawca, pisarz, producent (4)
- Ill Bill - wykonawca, pisarz, producent (8)
- Slaine - wykonawca (1-8, 10-15), pisarz (1-8, 10-15)
- Danny Boy - wykonawca (2,10,14), producent wykonawczy, kierownik artystyczny, design, fotograf, pisarz (14)

- DJ Lethal - pisarz (1-3, 5-7, 10, 11, 14,15), producent (1-3, 5-8, 10, 11, 14, 15), skrecze (3, 5, 14)

Inne osoby
- Sen Dog - wykonawca (1)
- Big Left - wykonawca (1), pisarz (1,3)
- Grisha Dimant - gitary (1)
- Baby Jesus - gitara basowa (2)
- Russel Ali - dodatkowe gitary (2)
- Snoop Dogg - wykonawca (3)
- B-Real - wykonawca (5,15), pisarz (5,15)
- Sicknature - producent (5)
- Sick Jacken - wykonawca (6,11,15), pisarz (6,11,15)
- Bun B - wykonawca (9), pisarz (9)
- The Alchemist - pisarz (9), producent (9)
- Cynic - pisarz (12), producent (12)
- Q - Unique - wykonawca (13), pisarz (13), producent (13)
- Immortal Technique - wykonawca (13), pisarz (13)
- Brad X - producent wykonawczy
- Kevin Zinger - producent wykonawczy
- Dez Einswell - kierownik artystyczny,design
- Casey Quintal - design, układ
- Mike D. - fotograf

## Zestawienia
| Zestawienie List Przebojów (2009)       | Zajęta Pozycja |
| --------------------------------------- | -------------- |
| Szwajcarski Album (Schweizer Hitparade) | 44             |